# Martin Wrobel
Martin Wrobel (* 1979 in Hildesheim) ist ein deutscher Wirtschaftswissenschaftler und Professor für Allgemeine Betriebswirtschaftslehre an der Technischen Hochschule Brandenburg. 

## Leben
Nach seinem Abitur (1999) studierte Wrobel Betriebswirtschaftslehre an der Hochschule für Wirtschaft und Recht Berlin. Nach mehrjährigen Stationen in der Wirtschaft promovierte er an der Universität der Künste Berlin. Parallel zu seiner Dissertation baute er seit 2013 in der „Forschungsgruppe Innovation, Entrepreneurship & Gesellschaft“ am Alexander von Humboldt Institut für Internet und Gesellschaft sog. Startup-Clinics auf. Im Anschluss war er an zwei Projekten der vom Bundesministerium für Wirtschaft geförderte „Mittelstand 4.0 Initiative“ beteiligt. Es folgten weitere Forschungsaufenthalte am Massachusetts Institute of Technology in Cambridge und an der The New School in New York City. Von 2017 bis 2019 war er Gastprofessor für Marketing an der Hochschule für Wirtschaft und Recht in Berlin und im Jahr 2023 Gastprofessor für Entrepreneurship an der Universität Pompeu Fabra (TecnoCampus) in Barcelona. Seit 2019 ist er Professor für Allgemeine Betriebswirtschaftslehre, insbesondere Unternehmensgründungen an der Technischen Hochschule Brandenburg in Brandenburg an der Havel. 
Wrobel hat die folgenden Arbeitsgebiete: Entrepreneurship & Gründungsmanagement; technologieorientierte Gründungen, insbesondere Internet-Startups; Kooperationen zwischen Startups & etablierten Unternehmen sowie Marketing & Vertrieb für Startups.

## Schriften (Auswahl)
- Marketing und Vertrieb für Startups Praxiserprobte Strategien zur Kundengewinnung. Wiesbaden, Springer Gabler, 2024 (1. Auflage), ISBN 978-3-658-44081-7.
- Mit Hans-Erich Müller: Unternehmensführung: Strategie – Management – Praxis. Berlin/Boston, De Gruyter, 2021 (4., vollständig überarbeitete und erweiterte Auflage), ISBN 978-3-11-070842-4.[1]
- Ermittlung eines personenspezifischen Kompetenzprofils für Internet-enabled Startups in den Bereichen Marketing und Vertrieb. Berlin 2016.
- Mit Karina Preiß und Thomas Schildhauer: Kooperationen zwischen Startups und Mittelstand. Learn. Match. Partner., Berlin Alexander von Humboldt Institute for Internet and Society 2017. OCLC 1236170564